# Monte Nyangani
O monte Nyangani (antes Inyangani) é a mais alta montanha do Zimbábue, atingido os 2592 m de altitude. Fica no interior do Parque Nacional Nyanga no distrito de Nyanga a cerca de 275 km a  sudeste de Harare. Devido à relativamente baixa altitude e localização, raramente cai neve, tendo a última vez que tal aconteceu sido em agosto de 1935.